# Консуэло
«Консуэ́ло» (фр. Consuelo) — роман Жорж Санд, написанный в 1842–1843 годах. Имеет продолжение в виде романа «Графиня Рудольштадт». 

## История создания
В сообществе с Пьером Леру Жорж Санд основывает журнал «Независимое обозрение» (фр.  La Revue Indépendante), в котором, начиная с ноября 1841 года, публикует роман «Консуэло» и его продолжение роман «Графиня Рудольштадт».

Прототипом главной героини романа послужила знаменитая испано-французская оперная певица Полина Виардо. Имя главной героини романа в переводе с испанского означает «утешение», что по замыслу автора обозначает, что Консуэло становится утешением для Альберта. Для описания Венеции писательница использовала свои личные впечатления от путешествия по Италии. 

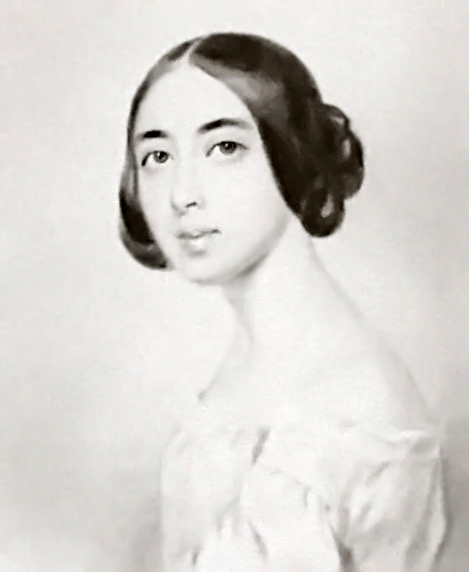
Полина Виардо (1821–1910) - прототип главной героини

В романе в качестве персонажей выведены многие реальные исторические лица, например Никколо Порпора, Бенедетто Марчелло, Йозеф Гайдн, Ян Жижка, Мария-Терезия, Фридрих II, Амалия Прусская, братья Фридрих и Франц фон Тренк и др. Важное место в романе занимает упоминание гуситских войн.

## Сюжет
Действие происходит в 1740-х и 1750-х годах, сначала в Италии (в Венеции), затем в Богемии, Австрии и Пруссии. Роман повествует о дочери цыганки — Консуэло, с детства не знавшей своего отца. Автор сообщает, что «цыганкой она была только по профессии и по прозвищу... в ней текла хорошая испанская кровь, и происходила она, несомненно, из мавританского рода». Она бедна и некрасива, но обладает чудесным голосом. Композитор и вокальный педагог Никколо Порпора, угадав в девушке необычайный талант, бесплатно даёт ей уроки. Лучший друг Консуэло — Андзолето, который также имеет превосходный голос. Когда они подрастают, то начинают выступать в салонах Венеции. Андзолето понимает, что в пении Консуэло нет равных, и в нём просыпается зависть.
Со временем дружеские чувства Консуэло и Андзолето перерастают в страсть, однако Андзолето не хочет жениться на своей подруге детства и убеждает её, что это может помешать их музыкальной карьере. Через некоторое время Консуэло узнает об измене Андзолето и в расстроенных чувствах бежит из Венеции. По рекомендации своего наставника Порпоры она уезжает в старинный замок Исполинов на границе Чехии и Германии, чтобы стать компаньонкой и учительницей музыки юной баронессы Амалии. Баронесса помолвлена со своим двоюродным братом — графом Альбертом Рудольштадтом, проживающим в том же замке. Альберт обладает даром ясновидения, пугающим его родных, окружающие считают его сумасшедшим. Через некоторое время Альберт влюбляется в Консуэло, но она не отвечает ему взаимностью, испытывая к нему лишь сестринскую дружбу. Через некоторое время в замок Исполинов приезжает Андзолето, представившись братом Консуэло. Девушка принимает решение бежать в Вену к Порпоре и осуществляет это намерение. Она платит проводнику за то, чтобы он помог ей, и указывает ему дорогу, где «будет ждать» Андзолето, а сама отправляется в другом направлении.
В Богемском лесу Консуэло встречает юного музыканта — Иосифа (позже он станет композитором, известным как Йозеф Гайдн), который, как оказалось, искал её, чтобы попросить походатайствовать за него перед Порпорой. Они вместе отправляются в Вену. По пути Консуэло переодевается мальчиком-подростком, чтобы избежать узнавания, а также посягательств на свою честь, и это вызывает множество недоразумений.
Оказавшись в Вене, Консуэло продолжает переписку с Альбертом и графом Христианом, его отцом. Позже юная певица подписывает контракт с Берлинским театром и вместе с Порпорой отправляется туда. По дороге их перехватывает дядя Альберта и, сказав, что Альберт при смерти, везет их в замок Исполинов. Там Консуэло застает полумертвого возлюбленного и вступает с ним в брак за несколько минут до его смерти, становясь вдовой графиней Рудольштадтской.

## Влияние философии и литературы
В 30–40-х годах XIX века общение с Пьером Леру, Ференцем Листом, Фредериком Шопеном, Адамом Мицкевичем, открывшим писательнице неизвестный ей до той поры мир славянской культуры, способствовало тому, что Жорж Санд находит для себя новые темы для творчества и общественной деятельности. В этот период она создаёт роман «Консуэло» и его продолжение — роман «Графиня Рудольштадт», в которых значительное место занимают темы искусства, религии и философии. И одновременно с этими произведениями пишет под влиянием изучения истории гуситских войн исторические очерки «Ян Жижка» и «Прокоп Великий».

## Критика
Роман вызвал большой общественный резонанс. Французская критика была противоречива. 
Эмиль Фаге так отзывался о романе:

«Консуэло»  — это хаос.  Роман приключений, музыкальные теории, оккультные науки, религиозные бредни, колоссальная болтовня,  — в общем, самый тягостный сон, какой только может быть.
— Э. Фаге
Рене Думик, написавший о Жорж Санд книгу, охарактеризовал это произведение следующим образом:

Роман приключений, исторический роман, фантастическая сказка, приукрашенная рассуждениями о музыке и народных песнях, где автор с упорством навязчивой идеи возвращается к бредням о земном метемпсихозе, — таков этот рассказ, нескладный, разбросанный, порой с просветами, с прекрасными частностями, чтение которого раздражает и оставляет вас утомлённым и разбитым. — Р. Думик
Фердинанд Брюнетьер высказал противоречивое мнение, отметив, наряду с тем что считал недостатками, и достоинства книги:

Никогда не писала она [Ж. Санд] ничего более смешанного, я хочу сказать такого, где чувства более благородные смешивались бы с идеями более ложными или более опасными, большее неразумие с большей искренней гуманностью, и где, наконец, больше таланта было бы растворено в длиннотах или декламациях.   — Ф. Брюнетьер
В России роман был принят благосклонно. А. И. Герцен высоко оценил его историческую составляющую:

Что за гениальное восстановление жизни высшего общества в половине XVIII века, как она [Ж. Санд] постигнула двор Марии-Терезии, Фридриха. — А. И. Герцен
А. В. Луначарский в «Истории западноевропейской литературы» охарактеризовал произведение кратко:

Такой роман, как «Консуэло», представляет собой выдающийся образчик романтики. — А. В. Луначарский
Л. Н. Толстой нелестно отозвался о романе:

Что за превратная дичь с фразами науки, философии, искусства и морали. Пирог с затхлым тестом и на гнилом масле с трюфелями, стерлядями и ананасами. — Л. Н. Толстой